# Danh sách phim của T-ara
Đây là danh sách phim có sự tham gia của các thành viên thuộc nhóm nhạc nữ Hàn Quốc T-ara.

## Điện ảnh
| Năm  | Tựa đề                         | Vai diễn         | Thành viên | Ghi chú     |
| ---- | ------------------------------ | ---------------- | ---------- | ----------- |
| 1999 | A-rong's Big Expedition        | Song-i           | Eunjung    |             |
| 2002 | Dodge Go! Go!                  | Min Sang Mi      | Eunjung    |             |
| 2002 | Madeleine                      | Song Hye (Young) | Eunjung    |             |
| 2002 | Người tình tổng thống          | Khách mời        | Boram      |             |
| 2005 | The Beast and the Beauty       | Hae Mi           | Eunjung    |             |
| 2006 | Ice Bar                        | Mi Sook          | Eunjung    |             |
| 2006 | World of Silence               | Min Hee          | Eunjung    |             |
| 2007 | Dating On Earth                | Yun Yi Soo       | Eunjung    |             |
| 2008 | Death Bell                     | Kim Ji Won       | Eunjung    |             |
| 2010 | Death Bell 2: Bloody Camp      | Lee Se Hee       | Jiyeon     | Vai chính   |
| 2011 | Gisaeng Ryung                  | Yurin            | Hyomin     |             |
| 2011 | Jungle Fish 2                  | Seo Yool         | Jiyeon     |             |
| 2011 | White: The Melody of the Curse | Eun Joo          | Eunjung    | Vai chính   |
| 2011 | Gnomeo & Juliet                | Juliet           | Jiyeon     | Korean Dub. |
| 2011 | Gisaeng Ryung                  | Bản thân         | Eunjung    | Cameo       |
| 2013 | Jinx!                          | Ji Ho            | Hyomin     | Vai chính   |

## Phim truyền hình
| Năm  | Kênh chiếu | Phim truyền hình                       | Vai diễn                                |
| ---- | ---------- | -------------------------------------- | --------------------------------------- |
| 1995 | KBS        | A New Generation of Adults             | Eunjung vai Jessica                     |
| 2004 | SBS        | Little Women                           | Eunjung vai Hyun Deuk (Young)           |
| 2004 | MBC        | Age of Heroes                          | Eunjung vai Layla                       |
| 2004 | SBS        | Toji, the Land                         | Eunjung vai Boon Soon (Young)           |
| 2008 | SBS        | Aeja's Older Sistar, Minja             | Jiyeon vai Maeing Na-yeon               |
| 2009 | MBC        | Thiện Đức nữ vương                     | Qri vai Young Mo                        |
| 2009 | MBC        | Soul                                   | Boram vai Shin So-yi, Jiyeon vai Yoon   |
| 2010 | SBS        | Coffee House                           | Eunjung vai Kang Seung                  |
| 2010 | KBS2       | Jungle Figh 2                          | Jiyeon vai Seo Yul                      |
| 2010 | KBS2       | Cao thủ học đường                      | Jiyeon vai Na Hyun-jung                 |
| 2010 | KBS        | Purple Heeled Grim Reaper Is Coming    | Boram vai Ami                           |
| 2010 | SBS        | Bạn gái tôi là Hồ ly                   | Hyomin vai Ban Seon-nyeon               |
| 2010 | KBS        | Southern Trader Kim Chul Soo's Updates | Qri vai Lee Kyung                       |
| 2011 | KBS2       | Bay cao ước mơ                         | Eunjung vai Yoon Beak-hee               |
| 2011 | MBC        | Gyebaek                                | Hyomin vai Cho Young                    |
| 2011 | KBS        | King Geunchogo                         | Qri (Princess Bu), Jiyeon vai Jin Ah-yi |
| 2011 | MBC        | Miss Ripley                            | Jiyeon vai Yuu                          |
| 2012 | KBS        | Crown Princess Project                 | Boram và Soyeon                         |
| 2012 | KBS2       | Bay cao ước mơ 2                       | Jiyeon vai Ryan                         |
| 2012 | KBS2       | Haeundae Love                          | Soyeon vai Lee Gwan-soon                |
| 2012 | JTBC       | Queen Insoo                            | Eunjung vai In Soo (Young)              |
| 2012 | MBC        | The Thousand Man                       | Jiyeon vai Han Yi-seul                  |
| 2014 | MBC        | Triangle                               | Jiyeon vai Seong Yoo-jin                |
| 2015 | SBS        | Endless Love                           | Eunjung vai Tae Cho-ae                  |
| 2015 | KBS2       | Love on a Rooftop                      | Eunjung vai Min Chae-won                |

## Chương trình khác

### Web-drama
| Năm  | Tựa đề                       | Vai diễn | Kênh      | Thành viên |
| ---- | ---------------------------- | -------- | --------- | ---------- |
| 2015 | My Fantasy Girlfriend        | So Hee   | Web Drama | Soyeon     |
| 2015 | Black Holiday                | Qri      | Web Drama | Qri        |
| 2015 | Only For You                 | Eun Jin  | Web Drama | Eunjung    |
| 2015 | Reborn                       | Ji Ho    | Web Drama | Jiyeon     |
| 2015 | Recipe Of Love               | Youn Hee | Web Drama | Boram      |
| 2015 | It Rains When You're In Love | Hyo Jin  | Web Drama | Hyomin     |

### Truyền hình tạp kỹ thực tế
| Năm       | Tựa đề                           | Kênh | Thành viên     | Ghi chú   |
| --------- | -------------------------------- | ---- | -------------- | --------- |
| 2009-2010 | Invincible Youth                 | KBS2 | Hyomin         |           |
| 2009-2010 | Invincible Baseball              | KBS  | Soyeon         |           |
| 2010-2012 | Running Man                      | SBS  | Eunjung        | Khách mời |
| 2010-2012 | Running Man                      | SBS  | Jiyeon         | Khách mời |
| 2010-2012 | Running Man                      | SBS  | Hyomin         | Khách mời |
| 2010-2011 | Heroes                           | SBS  | Jiyeon         |           |
| 2011      | 100 Points out of 100            | KBS  | Soyeon – Boram |           |
| 2011-2012 | Show! Music Core                 | MBC  | Jiyeon         | Host      |
| 2011-2012 | We Got Married (Season 3)        | MBC  | Eunjung        |           |
| 2013      | Three Colors of Korea (Season 1) | KBS  | T-ara          |           |
| 2012      | We Got Married (Chinese Version) | MBC  | Hyomin         |           |
| 2013      | Show Champion                    | MBC  | Eunjung        | Host      |
| 2014      | The Show                         | SBS  | Jiyeon         | Host      |

### Truyền hình thực tế
| Năm  | Tựa đề                  | Kênh chiếu | Tham dự |
| ---- | ----------------------- | ---------- | ------- |
| 2009 | T-ara Ghost Play        | ㅡ         | T-ara   |
| 2010 | T-ara World             | ㅡ         | T-ara   |
| 2010 | T-araDot.com            | ㅡ         | T-ara   |
| 2010 | T-ara Dream Girls       | Mnet       | T-ara   |
| 2010 | T-ara's Hello Baby      | KBS        | T-ara   |
| 2011 | T-ara’s Pretty Boys     | SBS        | T-ara   |
| 2012 | T-ara Star Life Theater | SBS        | T-ara   |
| 2012 | T-ara's Confession      | Mnet       | T-ara   |
| 2013 | Princess T-ara          | Mnet       | T-ara   |

### Sân khấu kịch
| Năm  | Tựa đề                       | Ghi chú                                                                              |
| ---- | ---------------------------- | ------------------------------------------------------------------------------------ |
| 2010 | I Really Really Like You     | Boram cùng Jeon Young-rok (cha), Kim Sung-je (Supernova) và Hyomin vai Hong Jung-hwa |
| 2011 | Our Youth, Roly Poly Musical | Soyeon vai Oh Hyun-joo cùng Hyomin vai Han Joo-young và Jiyeon vai Han Joo-young     |
| 2014 | The Lost Garden Musical      | Boram cùng nam chính Kim Tae Woo                                                     |